# Битва при Кастильоне (1706)
Битва при Кастильоне (фр. Bataille de Castiglione) — сражение во время Войны за испанское наследство, произошедшее 8 сентября 1706 года в Италии. Французские войска графа де Медави разбили гессенский контингент имперской армии ландграфа Гессен-Кассельского Фридриха.

## Перед сражением
С мая 1706 года 48-тысячная французская армия Людовика де Ла Фейяда осаждала Турин, савойскую столицу, а другая армия, 44-тысячная, под командованием Луи Жозефа де Вандома, преграждала подход возможных австрийских подкреплений у озера Гарда. Однако Вандом был отозван во Фландрию, чтобы восстановить порядок во французской армии после проигранной битвы при Рамильи, оставив командование в руках неопытного герцога Орлеанского. Евгений Савойский воспользовался ситуацией и бросился к Турину, заставив герцога Орлеанского разделить свои силы. Герцог оставил 23 000 солдат под командованием графа де Медави около Адидже, на случай, если подкрепления противника появятся с другой стороны Альп.
И действительно, гессенская армия под командованием ландграфа Гессен-Кассельского Фридриха, будущего короля Швеции Фредрика I, пересекла Альпы. 7 августа герцог Орлеанский был проинформирован о прибытии части гессенского контингента в район Вероны. Он немедленно послал 9 батальонов из своего лагеря в Гвасталле для усиления корпуса графа де Медави, стоявшего на Минчо, который все еще проводил операции в Ломбардии.
9 августа граф де Медави покинул Минчо и отошёл в Сан-Мартино-далль-Арджине. Тем временем остальные 9 гессенских батальонов прибыли в Сан-Микеле недалеко от Вероны. 11 августа герцог Орлеанский направил де Медави подкрепление в виде двух кавалерийских бригад. Последний теперь возглавлял 7000 человек, которые он разбил на три группы: одну у Боццоло, другую у Маркарии и третью у Остиано. Генерал Ветцель, командовавший имперским корпусом на левом берегу реки По, все еще ждал прибытия гессенской кавалерии (2 драгунских полка, 4 кавалерийских полка). Тогда он был бы во главе около 11 000 человек. Вечером 19 августа Медави сообщил герцогу Орлеанскому, что Гойто подвергся нападению. Герцог послал маршала де Марсена с 14 кавалерийскими эскадронами присоединиться к де Медави. К 20 августа Медеви возглавил 17 батальонов и 30 эскадронов.
20 августа, после взятия Гойто, весь корпус Ветцеля переправился через реку Минчо у Вольты. Принявший на себя командование ландграф Гессен-Кассельский теперь возглавлял 22 батальона и 3500 всадников.
Медави решил выступить против войск противника. 8 сентября он двинулся в Серлонго, где к нему присоединились войска, взятые из различных гарнизонов. Он теперь возглавлял 25 батальонов и 35 эскадронов.

## Ход сражения
Достигнув равнины, граф де Медави развернул свою армию в боевом порядке справа на Сольферино, а слева на Медоле. Едва Медави завершил свое развертывание, как на равнину прибыла армия принца Гессенского. Около 14:00 Медави начал атаку на позиции имперцев. Первые атаки были отбиты. Затем была проведена кавалерийская атака на левое крыло имперцев, которое вскоре рухнуло. Затем Медави выступил против сил противника, оставшихся перед Кастильоне, и захватил большое количество пленных.

## Результаты
Имперцы потеряли 1000 человек убитыми и ранеными и 2500 взятыми в плен. Французы потеряли убитыми и ранеными 1000 человек. Французы также захватили 33 знамени, 6 тяжелых пушек, 8 полевых пушек, все боеприпасы и обоз.
Тем не менее эта победа не могла компенсировать решительное поражение герцога Орлеанского в сражении при Турине. Однако французы оставляли под своим контролем Кремону и Мантую, блокируя коммуникации австрийцев через альпийские перевалы, а другие французские войска до сих пор занимали ключевые города в центральной Италии.
Союзники спорили о дальнейшей стратегии. Морские державы настаивали на оттеснении французов за Альпы и взятии под контроль французской военно-морской базы в Тулоне, чтобы заставить Людовика XIV склониться к миру. Император Иосиф I был полон решимости бороться с де Гранси, чтобы расчистить путь для завершения своих итальянских планов по завоеванию испанских владений в Неаполе и на Сицилии.
Людовик XIV испытывал катастрофическую нехватку войск и открыл двусторонние переговоры с Иосифом для безопасного прохода во Францию оставшихся в Италии французских отрядов. Несмотря на англо-голландский протест, Иосиф заключил Миланское соглашение с Францией 13 марта 1707 года, что позволило армии де Гранси беспрепятственно вернуться во Францию, открыв путь австрийской армии Вириха фон Дауна к Южной Италии. Он достиг неаполитанских границ 22 июня, а через две недели местные испанские войска, отрезанные от подкреплений с моря и суши, капитулировали.
Нападение на Тулон было проведено 29 июля, но французы были подготовлены, и атака не удалась.